# الصباح (جريدة تونسية يهودية)
الصباح هي جريدة يومية عربية يهودية تصدر بالأبجدية العبرية في تونس العاصمة (تونس).

تأسست الجريدة وأديرت من قبل جاكوب كوهين، وصدر عددها الأول في 1 نوفمبر 1904، وأصبحت في أحد الأوقات أهم صحيفة يهودية في البلاد.

يتراوح طول كل عدد من أربعة إلى ستة عشر صفحة. سياسيا، كانت الصحيفة لسان تيار الصهيونية الخيرية، وكانت تحمل عنوان «الصباح: اليومية الإسرائيلية الوحيدة في شمال أفريقيا، أقوى صحيفة إسرائيلية متداولة في تونس».

في الثلاثينات، كانت الصباح آخر صحيفة تصدر بالعربية اليهودية بعد أن عرفت تونس بداية القرن العشرين مجموعة هامة من الصحف العربية اليهودية. في نفس المدة، أصبح سيمون كوهين مدير نشرها.

توقف نشر كل المنشورات اليهودية في تونس في أكتوبر 1940 بسبب نظام فرنسا الفيشية، بالرغم من أن العدد الأخير للصباح كان في مايو من نفس السنة.